# Río Cheliff
El río Cheliff, también transctito Chélif o Shelif (en árabe: وادي الشلف‎, «ceniza de Wadi-Shalif») es un importante río costero del mar Mediterráneo. Con una longitud de unos 730 km, es frecuentemente considerado el río más largo de Argelia. El río Draa, en la frontera sureste con Marruecos, que recorre unos 390 km por Argelia, es más largo ya que se extiende  unos 1.100 km. 
Se origina en el desierto del Sahara, en la cordillera del Atlas sahariano, cerca de  Aflou, y fluye hacia el norte de la ciudad costera de Mostaganem en el Mediterráneo. Las fluctuaciones del nivel del agua, causada por la baja del río se deben a veces al riego.
En su nacimiento en Djebel Amour recibe el nombre de oued Chelal y más tarde oued Touil; en las mesetas se llama Ouerk, y no recibe el nombre de Cheliff hasta Chahbounia, después de recibir las aguas del Nahr Ousassel.

## Afluentes
Por la izquierda
- Rhiou, con el embalse de Gargar
- Sly, con el embalse de Siddi Yaagub
- Fodda, con el embalse de Oued Fodda
- Rouina, con el embalse de Oued Mellouk
- Derder (Deurdeur), con el embalse de Derder

Excepto el río Eboa situado en al orilla derecha del Chéliff y cuya cuenca está entallada entre el macizo de Djebel Bou Maad y el Zaccar, las otras cinco cuencas ocupan toda la orilla izquierda de la cuenca del Cheliff, desde Khemis Miliana al río Rhiou.